# Youssouf Adam
Youssouf Adam (... – ottobre 2019) è stato un cestista centrafricano.

## Carriera
Con la Rep. Centrafricana ha preso parte ai Campionato del mondo del 1974.